# Flodtrumfisk
Flodtrumfisk (Aplodinotus grunniens) är en medlem av familjen havsgösfiskar som finns i stora delar av Nord- och Centralamerika från Hudson Bay till Guatemala. Den är den enda medlemmen av familjen som lever i sötvatten.

## Utseende
En fisk med relativt hög, från sidorna sammantryckt kropp. Den har kraftiga svalgtänder, avsedda att krossa hårdskalig föda. Ryggfenan består av två sektioner med ett djupt hack emellan, en främre med 10 taggstrålar, och en bakre med 29 till 32 mjukstrålar. Analfenan har två taggstrålar, den främre mycket mindre än den bakre, och 7 mjukstrålar. Stjärtfenan har en avrundad bakkant; en ovanlig detalj är att sidolinjen fortsätter genom fenan. Färgen är grå till silverfärgad i grumliga vatten, bronsfärgad i klara, med ett mörkare huvud och vit undersida. Bröst- och bukfenorna är vita, övriga mörka. Den kan bli 95 cm lng och väga 24,7 kg, men är oftast mindre.

## Vanor
Flodtrumfisken är en nattaktiv fisk som lever i lugna vatten i floder och sjöar nära botten, som helst bör vara av dy ellor sten. Hanarna kan ge trummande ljud ifrån sig med hjälp av sin simblåsa. Om de lyfts upp ur vattnet kan de dessutom avge kväkande ljud, vars ursprung ännu är osäkert. Fiskarna samlas i stim för att fånga födan, som för de vuxna fiskarna består av småfisk, kräftor, musslor, snäckor och insektslarver som vanligen tas i bottenmaterialet genom att rota i dyn eller flytta stenar med nosen. Ungfiskarna tar larver av dagsländor och nattsländor, medan larverna först tar larver av andra fiskar, för att när de blivit större (över 12 mm) ta djurplankton. Medelåldern ligger mellan 6 och 8 år, även om den högsta konstaterade åldern är 13 år.

### Fortplantning
Honorna blir könsmogna mellan 5 och 6 års ålder, hanarna runt 4 år. Leken börjar när vattentemperaturen når 20 C, vanligen kring maj och juni. Fiskarna samlas i stim för att leka. Parningsleken har inte beskrivits i detalj, men det förefaller som arten är promiskuös och avger ägg och mjölke tämligen slumpmässigt. Äggen kläcks efter 2 till 4 dygn. Både de och larverna, som är 3 mm långa vid kläckningen, är pelagiska.

## Utbredning
Utbredningsområdet omfattar Nord- och Centralamerika från Hudson Bay och området öster om Klippiga bergen i Saint Lawrenceflodens område över Stora sjöarna via Mississippis flodområde till Mexikanska golfen i USA. Via floder som mynnar i Mexikanska golfen finns den vidare i Georgia, Alabama och östra Mexiko till floden Usumacintas flodsystem i Guatemala.

## Ekonomisk användning
Flodtrumfisken anses vara en god matfisk, med vitt, magert kött. Den är lokalt föremål för sportfiske och används även som betesfisk. Ett mindre, kommersiellt fiske bedrivs också.